# عملية الشبح
عملية الشبح أطلقها الجيش العراقي في مايو 2013 وكان الهدف المعلن منها هو قطع الاتصال بين تنظيم القاعدة في العراق وجبهة النصرة السورية عن طريق تطهير المسلحين من المنطقة الحدودية بين سوريا والأردن.

## الخلفية
بدأ التعاون بين جبهة النصرة والدولة الإسلامية في العراق على نطاق أوسع في مارس 2013 حيث قامت المجموعتين بمهاجمة عكاشات أسفرت عن مقتل 51 جندي سوري و9 جنود عراقيين. أعلنت الدولة الإسلامية في العراق رسميا مسؤوليتها بعد أسبوع.
في أبريل 2013 أصدر أبو بكر البغدادي زعيم تنظيم الدولة الإسلامية في العراق رسالة صوتية مسجلة على شبكة الإنترنت أعلن فيها أن جبهة النصرة امتداد للقاعدة في العراق في سوريا. أوضح البغدادي أن أبو محمد الجولاني زعيم جبهة النصرة أرسلته المجموعة مع مجموعة من الرجال إلى سوريا للقاء خلايا موجودة في البلاد. قال البغدادي أيضا أن التنظيم قد زود جبهة النصرة بالخطط الاستراتيجية اللازمة للحرب الأهلية السورية وقدم لها التمويل على أساس شهري. أعلن البغدادي أن المجموعتين ستندمجان رسميا تحت اسم "الدولة الإسلامية في العراق والشام". في اليوم التالي نفى زعيم جبهة النصرة أبو الجولاني وجود $1أي اندماج من هذا القبيل ولا يزال تنظيم القاعدة وجبهة النصرة حلفاء. نقلت الصحيفة عن أبو الجولاني قوله: "إننا نعلمكم أن لا قيادة النصرة ولا مجلسها الاستشاري ولا مديرها العام على علم بهذا الإعلان وأنهم وصلوا عبر وسائل الاعلام وإذا كان الخطاب حقيقيا لم نستشر".
في مايو 2013 تم إصدار شريط فيديو على الإنترنت يظهر فيه رجال ملثمون يعدمون ثلاثة ضباط علويين معتقلين في بلدة الرقة الشرقية وقد عرفوا أنفسهم بأنهم أعضاء في تنظيم الدولة الإسلامية في العراق والشام. في الشهر نفسه أفادت وكالة رويترز أن زعيم الدولة الإسلامية في العراق أبو بكر البغدادي قد سافر من العراق إلى محافظة حلب في سوريا وبدأ في محاولة تولي قيادة النصرة. كانت هناك تقارير إعلامية تفيد بأن الجماعة عانت من انشقاق حيث أن العديد من مقاتلي النصرة الأجانب يعملون تحت راية تنظيم الدولة الإسلامية في العراق والشام والعديد من مقاتلي النصرة السوريين يتركون الجماعة للانضمام إلى كتائب إسلامية أخرى.
في مطلع يونيو ظهرت تقارير من مدينة الرقة السورية التي يسيطر عليها المتمردون من مقاتلين إسلاميين تشكل "مكاتب للشكاوى" حيث يمكن مساءلة $1أي شخص متهم بارتكاب جرائم أمام محكمة شرعية. وقع هذا الإشعار من قبل "الدولة الإسلامية في العراق والشام" والشام هو مصطلح شعبي لسوريا ولبنان. مع بدء عملية الجيش العراقي أصدر أيمن الظواهري زعيم تنظيم القاعدة بيانا رسميا في 9 يونيو يحكم على اندماج المجموعتين وتعيين قائد سوري محلي يدعى أبو خالد السوري كمبعوث "للإشراف على تنفيذ الاتفاق". لم يتضح على الفور ما إذا كان زعيم تنظيم الدولة الإسلامية أبو بكر البغدادي سيقبل الحكم وما هو تأثيره على الأرض. في 15 يونيو أفرج عن رسالة صوتية يزعم أنها من البغدادي عبر الإنترنت وأصر على أن الاندماج سيستمر كما هو مخطط له على الرغم من أمر الظواهري. وصف محللو الاستخبارات هذه الخطوة بأنها "انشقاق محتمل جدا في القيادة العليا للقاعدة".

## التسلسل الزمني
بدأت العملية في 20 مايو 2013 حيث شارك فيها 8000 فرد من أفراد قوات الأمن العراقية. خلال الأربع والعشرين ساعة الأولى اعتقل 43 مسلحا بينهم 11 من عناصر القاعدة المطلوبين في الأراضي التي لا تملكها سوريا. تم العثور على صواريخ قصيرة المدى وقذائف هاون ومنصات إطلاق الصواريخ ورسوم متفجرة وأجهزة اتصال. بحلول 24 مايو 2013 قتل 32 مسلحا أثناء العملية وألقي القبض على 51 مسلحا منهم سبع نساء. في وقت بدء الحملة تعرضت قوات الحدود العراقية بشكل متزايد لنيران القناصة من المسلحين السوريين عبر الحدود. وفقا للجيش العراقي تم ضبط عدد كبير من المعدات العسكرية التركية خلال العملية. كان اثنان من كبار قادة الدولة الإسلامية في العراق من بين الذين قتلوا.
في 30 مايو 2013 استولت قوات الأمن العراقية على عدنان وايس وهو أحد قادة القاعدة في محافظة الأنبار. في الوقت نفسه هاجم مسلحون مجهولون موقعا استراتيجيا بالقرب من معبر الوليد الحدودي مع سوريا مما أسفر عن مقتل ثلاثة من رجال شرطة الحدود العراقية قبل أن يهربوا عبر الحدود.
في 2 يونيو اقتحم مسلحون في أربع سيارات حاجزا مزيفا على طريق سريع في الأجزاء الغربية من محافظة الأنبار حيث نصبوا كمينا لقافلة مكونة من ثلاث شاحنات سورية وأربعة شاحنات عراقية. قتل السائقون الثلاثة السوريون ونهبت شاحناتهم بينما اختطف أربعة عراقيين. أبلغ عن وقوع اشتباكات بالقرب من الرتبة بعد الكمين حيث قامت وحدات المدفعية الحكومية بقصف مخابئ المتمردين جنوب المدينة. في حادث منفصل عثر على ضابط شرطة من المدينة بعد يوم من اختطافه على أيدي مسلحين مجهولين. قام المتمردون بنصب كمين آخر يوم 5 يونيو مما أسفر عن مقتل 10 من ضباط شرطة الحدود و5 مدنيين بعد توقف حافلاتهم عند نقطة تفتيش مزيفة خارج نوخيب بالقرب من الحدود بين الأنبار ومحافظة كربلاء. في 9 يونيو فتح المتمردون السوريون المشتبه فيهم النار على مركزين عراقيين حدوديين على بعد أقل من كيلومترين من معبر الوليد الحدودي مما أسفر عن مقتل ضابط شرطة وإصابة اثنين آخرين.
قبل انتخابات المحافظات المؤجلة في كلتا المحافظتين في 20 يونيو أغلقت القوات الحكومية جميع الطرق في الأنبار باستثناء الطريق السريع الدولي. بالإضافة إلى هذا التدبير الأمني فرض حظر تجول على كل مقاطعة نينوى. في حين أن يوم الانتخابات نفسه مر بشكل سلمي نسبيا في المناطق الحدودية فإن في 21 يونيو قامت مجموعة من المسلحين بمهاجمة مواقع الجيش العراقي شمال غرب القائم وتفجير جسر عبر نهر الفرات مما أدى إلى معركة أجبرت القوات الحكومية تعزيز قواتها بطائرات الهليكوبتر الحربية. لقى ثلاثة جنود عراقيين مصرعهم وأصيب ثلاثة آخرون بينما لقى ما لا يقل عن ستة من المهاجمين مصرعهم خلال الاشتباكات. دمرت القوات الحكومية العديد من مركبات المتمردين وألقت القبض على مختلف الأسلحة والذخائر. استمرت الاشتباكات حول الحدود بين عشية وضحاها وتفيد التقارير بأن اثنين من المسلحين السوريين قتلوا وأصيب 3 جنود عراقيين. في 22 يونيو انفجرت سيارة مفخخة متوقفة بالقرب من خور شرق القائم حيث كانت قافلة تابعة للجيش العراقي تمر بمكان القتال الذي دار في اليوم السابق. قتل جنديان في الانفجار فيما أصيب ثلاثة آخرون. في 23 يونيو هاجم المتمردون حاجزين في بلدة قبيسه في غرب الأنبار مما أدى إلى اشتباكات استمرت لأكثر من ساعة. لقى ضابط شرطة مصرعه في القتال بينما أصيب ثلاثة من زملائه وجندي بالجيش. تم اختطاف جنديين على يد مسلحين من أحد الحواجز وتم اكتشاف جثتيهما في وقت لاحق من اليوم. في 25 يونيو نجا حاكم نينوى إثيل النجيفي من محاولة اغتيال عندما انفجرت قنبلة على جانب الطريق في وسط الموصل عندما كان موكبه يمر. النجيفي نجا من الهجوم دون أن يصاب بأذى على الرغم من إصابة حراسه الشخصيين في الانفجار. في 26 يونيو أوقفت قافلة من ست سيارات بالقرب من الوليد بالقرب من الحدود العراقية السورية مما أدى إلى إطلاق نار أسفر عن مقتل أحد المسلحين. في وقت لاحق من اليوم نفسه هاجمت مجموعة من المسلحين مقر الكتيبة الأولى من الفرقة السابعة في محافظة الأنبار. قوات الجيش صدت الهجوم في حين اعتقلت الشرطة العراقية في وقت لاحق اثنين من المشتبه بهم المسلحين.
في 1 يوليو أعلن الجيش العراقي بدء عملية تهدف إلى إزالة قواعد المتمردين في مقاطعتي الأنبار ونينوى. أكد مصدر أمني أن ذلك أدى إلى تدمير 3 مبان يستخدمها المسلحون فضلا عن خزانين على الأقل من الوقود ومتجر لتصليح المركبات بالقرب من الشهباني على الحدود بين المقاطعتين. في 4 يوليو اكتشفت قوات الجيش ودمرت مخبأ للأسلحة في محافظة الأنبار الغربية. في 6 يوليو قتل حرس الحدود وجرح اثنان آخران في محاربة المهربين الذين حاولوا دخول سوريا. كما دمرت ثلاث شاحنات تابعة للمهربين خلال الاشتباكات. في 8 يوليو اغتيل المتحدث باسم مجلس محافظة نينوى قحطان سامي شمال الموصل على يد مسلحين بمسدسات كاتمة للصوت. في 10 يوليو نجا قائد العمليات العسكرية في نينوى الفريق باسم الطائي من محاولتي اغتيال منفصلتين الأولى من قبل عبوة ناسفة على طريق الموصل-بغداد والثانية تفجير انتحاري بسيارة مفخخة ضد موكبه. في 11 يوليو زوج من التفجيرات على جانب الطريق قتلوا ضابط شرطة وجرح اثنين آخرين قرب القائم في حين هاجم مفجر انتحاري بسيارة ملغومة قافلة للشرطة على الطريق السريع بالقرب من الرطبة مما أسفر عن مقتل ضابط وجرح اثنين آخرين. في 13 يوليو قتل جندي من حرس الحدود وأصيب خمسة آخرون خلال اشتباكات مع مسلحين حاولوا دخول العراق من سوريا وفي 14 يوليو نجا قائد شرطة نينوى من محاولة اغتيال واضحة حيث استهدف انفجار على جانب الطريق موكبه.